# Avenue du Maréchal-Maunoury
Ne doit pas être confondu avec Rue du Maréchal-Maunoury.
L'avenue du Maréchal-Maunoury est une voie du 16e arrondissement de Paris, en France.

## Situation et accès
L'avenue du Maréchal-Maunoury est une voie publique située dans le 16e arrondissement de Paris. Elle débute place de Colombie et se termine place de la Porte-de-Passy. Côté sud, elle constitue le prolongement de l'avenue du Maréchal-Franchet-d'Espérey. Elle comprend une zone non ædificandi de 5 mètres, côté impair.
Le quartier est desservi par la ligne 9 à la station Ranelagh.

## Origine du nom

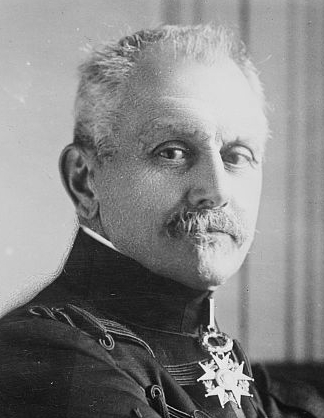
Le maréchal de France Michel Joseph Maunoury.

Elle porte le nom du maréchal de France Michel Joseph Maunoury (1847-1923).

## Historique
Cette rue est ouverte et prend son nom actuel par un arrêté du 22 juillet 1929 sur l'emplacement des bastions nos 58 et 59 de l'enceinte de Thiers.
Elle est seulement lotie sur son trottoir oriental. À l'ouest, un espace arboré la sépare de l'allée des Fortifications.

## Bâtiments remarquables et lieux de mémoire

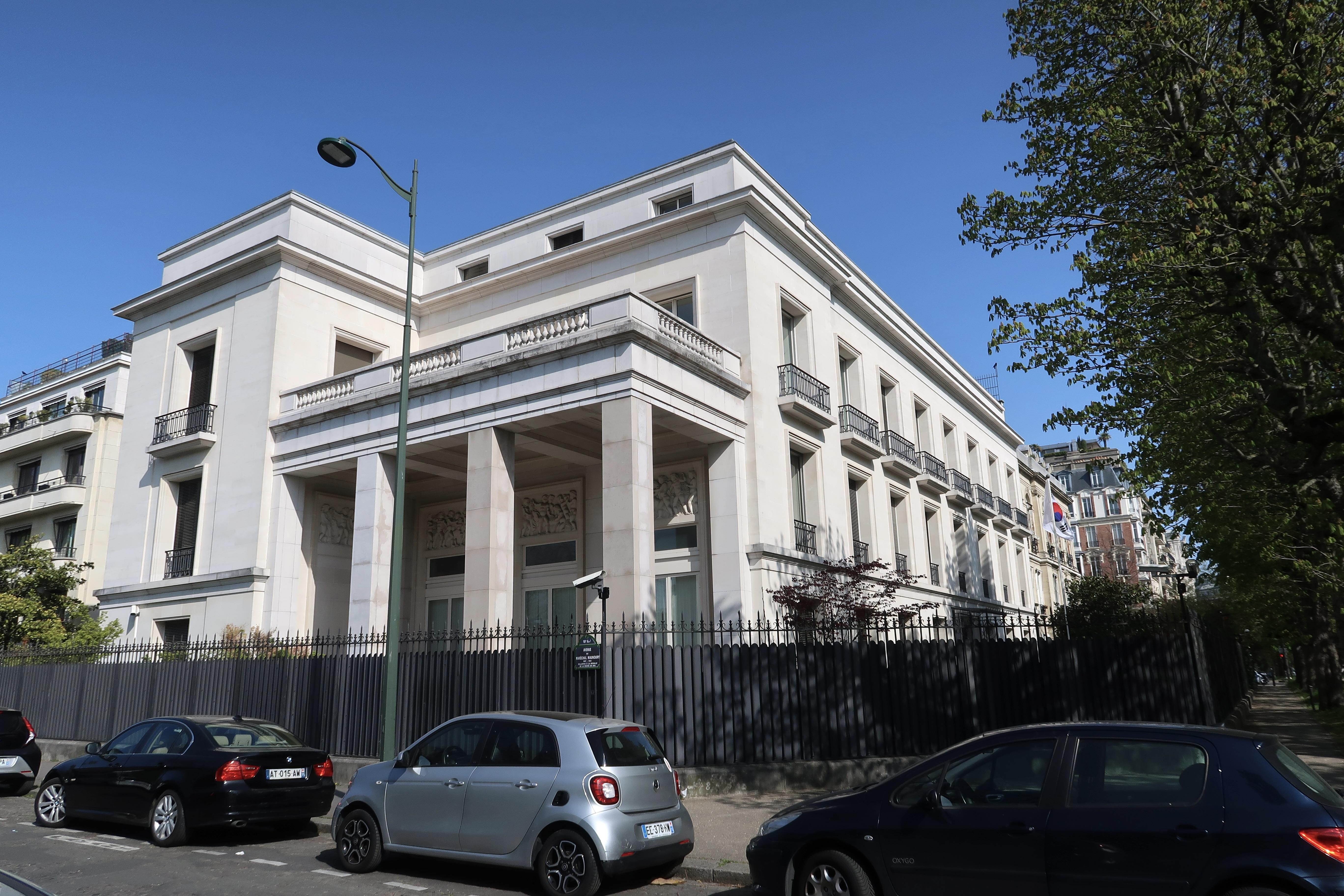
Délégation de la Corée du Sud auprès de l'OCDE.

- Nos 1 à 9 : entrées des immeubles Walter construits en 1931.
- Square des Écrivains-Combattants-Morts-pour-la-France
- Bois de Boulogne
- Au croisement avec la place de la Porte-de-Passy : délégation de la Corée du Sud auprès de l'OCDE.